# Ditrichophora atrata
Ditrichophora atrata är en tvåvingeart som beskrevs av Cresson 1940. Ditrichophora atrata ingår i släktet Ditrichophora och familjen vattenflugor. Inga underarter finns listade i Catalogue of Life.